# Знаменито место Орашац
Знаменито место Орашац је споменички комплекс посвећен Првом српском устанку, који се налази у насељеном месту Орашац код Аранђеловца. Орашац је село које је удаљено од Београда око 70 km, у коме је на Сретење 15. фебруара 1804. одржан скуп виђенијих Срба на коме је одлучено да се подигне устанак против турских власти. На том скупу је Карађорђе одабран за вођу устанка.
Знаменито место Орашац је утврђено за непокретно културно добро као знаменито место, одлуком СО Аранђеловац бр. 06-148/83 од 24. јуна 1983. године, а категорисано као културно добро од изузетног значаја одлуком Скупштине СРС 7. априла 1979. године „Сл.гл. СРС” бр. 14/79.

## Спомен комплекс
Обухвата скуп грађевина и споменика које су везане за подизање Првог српског устанка у Орашцу.

### Црква у Орашцу
Црква у Орашцу је подигнута у периоду између 1868. и 1870. године. Архитекта цркве је остао непознат. По димензијама црква спада у мање, али са складним пропорцијама и једноставним облицима. Додатну уметничку вредност цркви даје иконостас који је осликао Стева Тодоровић. На иконостасу је осликано 24 иконе на којима су представљени светитељи и сцене историје из Новог завета. На северном пиластру је постављена спомен-плоча у част погинулим у Балканским ратовима.

### Спомен-школа
Спомен-школа је саграђена 1932. године и спада у најлепше зграде ове врсте у унутрашњости Србије. Архитекта је непознат, али се по стилу градње види да се залагао за повратак старог српског архитектонског стила. Фасаду карактеришу лучно засвођени прозори и прецизно обрађен гранит који је коришћен приликом њеног облагања. Изнад улазних врата, на белој мермерној плочи је уклесан текст:
| „ | Народна школа - Спомен-на устанак под Карађорђем у Орашцу. Захвална Шумадија подиже овај дом за спомен и славу великом Карађорђу и осталим много заслужним прецима који 1804. године на овом светом месту дигоше устанака и отпочеше велико дело народног ослобођења и уједињења. | ” |

### Спомен-чесма
Спомен-чесма се налази недалеко од цркве, на локацији Марићевића јаруга. Подигнута је 1954. године на стопедесетогодишњицу од подизања Првог српског устанка. У централном делу овог спомен-обележја се налазе три лучно засведене мермерне плоче. На средњој је уклесан текст „На овом месту 15. фебруара 1804. године је подигнут Први српски устанак“.

### Споменик Карађорђу
Споменик Карађорђу је подигнут на двестогодишњицу од подизања Првог српског устанка. Споменик је висок 3,4 метра и рад је вајара Дринке Радовановић. Приликом израде споменика је коришћен бели венчачки мермер. Финансирање изградње споменика је обезбедила општина Аранђеловац.

### Гробни белег Теодосија Марићевића
Овај споменички комплекс допуњава и гробни белег Теодосија Марићевића, познатог јасеничког кнеза и трговца, и познате личности из договора о избијању устанка 1804. године. Рођен је у Орашцу и био је један од кандидата за старешину устанка. Надгробно обележје је од камена црвенкастомрке боје на којем до 1980. године није било никаквог епитафа, а тада је уклесан натпис „ +ТЕОДОСИЈЕ МАРИЋЕВИЋ + 1807. ГРОБ МУ ОБНОВИ ЊЕГОВ ПОТОМАК“. Надгробник се налази у дворишту цркве Вазнесења Господњег.

### Окућнице
У оквиру граница знаменитог места „Орашац“ налазе се неколико окућница и кућа које су везане за поједине догађаје и личности из времена Устанка:
- Окућница Јаковљевић
- Окућница Јоксимовића
- Окућница Минића
- Кућа и млекар Швабића
- Кућа Тодоровића
- Окућница Матијашевића
- Окућница Томића ( место првог договора о избијању Устанка)
- Окућница Марићевића ( кућа Теодосија Марићевића, познатог трговца тог времена, учесника у договорима о избијању Устанка)
- Окућница Савића
- Окућница Лукића
- Окућница Петра Јаковљевића

Најрепрезентативнија од свих наведених је окућница Петра Јаковљевића која представља типично шумадијско домаћинство с почетка 19. века. У оквиру ње се налазе кућа-полубрвнара, вајат, млекар, кош и качара. Истог, преовлађујућег типа шумадијске куће у 19. веку, су и куће Минића, Швабића и Тодоровића. Куће на окућницама Матијашевића, Марићевића, Савића и Лукића настале су нешто касније, у другој половини 19. века.